# Knight-Swift
Knight-Swift Transportation Holdings Inc. eller Knight-Swift (NYSE: KNX) er en amerikansk shippingvirksomhed, der varetager godstransport og logistik med lastbil. De har hovedkvarter i Phoenix, Arizona og ca. 28.000 ansatte. Virksomheden blev etableret i 2017 ved en fusion mellem Knight Transportation og Swift Transportation.